# Coupe du monde de slalom de canoë-kayak 2022
 (avril 2025).
Navigation
Coupe du monde de slalom 2021 Coupe du monde de slalom 2023
La 35e coupe du monde de slalom en canoë-kayak, organisée par la Fédération internationale de canoë (ICF), se déroule du 10 juin au 4 septembre 2022.

## Calendrier
| Date          | Ville           | Pays     |
| ------------- | --------------- | -------- |
| 10–12 juin    | Prague          | Tchéquie |
| 17–19 juin    | Cracovie        | Pologne  |
| 24–26 juin    | Tacen           | Slovénie |
| 26–28 août    | Pau             | France   |
| 2–4 septembre | La Seu d'Urgell | Espagne  |

## Résultats
Le tableau recense les vainqueurs de chaque catégorie pour chacune des étapes.
| Catégorie        |                 |                    |                      |                      |                  |
| C-1 hommes       | Luka Božič      | Nicolas Gestin     | Alexander Slafkovský | Denis Gargaud Chanut | Nicolas Gestin   |
| C-1 femmes       | Tereza Fišerová | Mallory Franklin   | Mallory Franklin     | Gabriela Satková     | Andrea Herzog    |
| K-1 hommes       | Peter Kauzer    | Vít Přindiš        | Jiří Prskavec        | Gabriel De Coster    | Jiří Prskavec    |
| K-1 femmes       | Jessica Fox     | Jessica Fox        | Jessica Fox          | Jessica Fox          | Ricarda Funk     |
| K-1 hommes cross | Stefan Hengst   | Christopher Bowers | Isak Öhrström        | Boris Neveu          | Vojtěch Heger    |
| K-1 femmes cross | Tereza Fišerová | Martina Wegman     | Kimberley Woods      | Jessica Fox          | Mallory Franklin |

## Classement final
| Épreuve         | Or               | Argent           | Bronze          |
| --------------- | ---------------- | ---------------- | --------------- |
| C1 hommes       | Nicolas Gestin   | Luka Božič       | Matej Beňuš     |
| C1 femmes       | Tereza Fišerová  | Mallory Franklin | Elena Lilik     |
| K1 hommes       | Jiří Prskavec    | Vít Přindiš      | Peter Kauzer    |
| K1 femmes       | Jessica Fox      | Mallory Franklin | Tereza Fišerová |
| K1 hommes cross | Vojtěch Heger    | Vít Přindiš      | Théo Desvignes  |
| K1 femmes cross | Mallory Franklin | Tereza Fišerová  | Eva Terčelj     |